# Muzzi (cognome)
Muzzi è un cognome di lingua italiana.

## Varianti
Mucci, Muccini, Muccino, Muccio, Muccioli, Musi, Musio, Mussa, Mussata, Mussati, Mussato, Mussi, Mussina, Mussini, Mussino, Musso, Mussola, Mussoli, Mussolina, Mussolini, Mussolino, Mussolo, Muzi, Muziano, Muzii, Muzij, Muzio, Muzj, Muzza, Muzzarelli, Muzzarini, Muzzio, Muzzioli, Muzzo.

## Origine e diffusione
Cognome tipicamente panitaliano, è presente prevalentemente in Italia centro-settentrionale.
Potrebbe derivare dal prenome Muzio o dal fatto che il capostipite fosse balbettante (dal latino mutius, "balbettante"): in questo caso presenterebbe anche affinità con cognomi quali Barbaro, Biagi e Muti.
La variante Mucci è tipica dell'Italia centrale.

## Persone
- Domenico Muzzi (1742-1812) – pittore italiano
- Francisco Muzzi (XVIII secolo-1802) – pittore, scenografo e illustratore italiano naturalizzato brasiliano
- Olimpia Muzzi (inizio XIX sec.-seconda metà sec. XIX ) – poetessa italiana